# Reinhard Libuda
Reinhard Libuda, detto Stan (Lemgo, 10 ottobre 1943 – Gelsenkirchen, 25 agosto 1996), è stato un calciatore tedesco, di ruolo centrocampista.

## Carriera

### Club
Ha militato undici stagioni nello Schalke 04, anche se ha spezzato tale esperienza in tre tronconi, viste le sue permanenze al Borussia Dortmund tra il 1965 ed il 1968 e poi ai francesi dello Strasburgo nel 1972.
Ha vinto la Coppa delle Coppe 1965-1966, segnando la rete che consentì al Borussia Dortmund di sconfiggere in finale il Liverpool.

### Nazionale
Ha vestito per 26 volte la maglia della nazionale tedesca con il ruolo di attaccante tra il 1963 e il 1971, e ha giocato la semifinale Italia-Germania 4-3 nel Campionato mondiale di calcio 1970 in Messico; dove poi i tedeschi otterranno la medaglia di bronzo.

## Morte
Libuda muore nel 1996 a causa di un ictus; viene sepolto nel cimitero orientale di Gelsenkirchen.

## Palmarès

### Club

#### Competizioni nazionali
- Coppa di Germania: 1

Schalke 04: 1971-1972

#### Competizioni internazionali
- Coppa delle Coppe: 1

Borussia Dortmund: 1965-1966